# 1 500 mètres masculin aux championnats du monde d'athlétisme 2017
Pour un article plus général, voir Championnats du monde d'athlétisme 2017.
Navigation
Pékin 2015 Doha 2019
L'épreuve du 1 500 mètres masculin des championnats du monde de 2017 se déroule du 10 au 13 août 2017 dans le Stade olympique de Londres, au Royaume-Uni. Elle est remportée par le Kényan Elijah Manangoi.

## Critères de qualification
Pour se qualifier pour les championnats, il faut avoir réalisé 3 min 36 s 00 ou moins sur 1 500 m ou 3 min 53 s 40 ou moins sur le mile, et ce entre le 1er octobre 2016 et le 23 juillet 2017.

## Médaillés
| Or              | Argent            | Bronze             |
| Elijah Manangoi | Timothy Cheruiyot | Filip Ingebrigtsen |

## Résultats
| Rang               | Athlète            | Nationalité      | Temps         | Notes |
| ------------------ | ------------------ | ---------------- | ------------- | ----- |
| Médaille d'or      | Elijah Manangoi    | Kenya            | 3 min 33 s 61 |       |
| Médaille d'argent  | Timothy Cheruiyot  | Kenya            | 3 min 33 s 99 |       |
| Médaille de bronze | Filip Ingebrigtsen | Norvège          | 3 min 34 s 53 |       |
| 4                  | Adel Mechaal       | Espagne          | 3 min 34 s 71 |       |
| 5                  | Jakub Holuša       | Tchéquie         | 3 min 34 s 89 |       |
| 6                  | Sadik Mikhou       | Bahreïn          | 3 min 35 s 81 |       |
| 7                  | Marcin Lewandowski | Pologne          | 3 min 36 s 02 |       |
| 8                  | Nick Willis        | Nouvelle-Zélande | 3 min 36 s 82 |       |
| 9                  | Asbel Kiprop       | Kenya            | 3 min 37 s 24 |       |
| 10                 | John Gregorek      | États-Unis       | 3 min 37 s 56 |       |
| 11                 | Fouad Elkaam       | Maroc            | 3 min 37 s 72 |       |
| 12                 | Chris O'Hare       | Royaume-Uni      | 3 min 38 s 28 |       |

### Demi-finales
Les 5 premiers de chaque séries (Q) et les 2 meilleurs temps (q) se qualifient pour la finale.
| Rang | Série | Athlète            | Nationalité      | Temps         | Notes |
| ---- | ----- | ------------------ | ---------------- | ------------- | ----- |
| 1    | 2     | Jakub Holuša       | Tchéquie         | 3 min 38 s 05 | Q     |
| 2    | 2     | Timothy Cheruiyot  | Kenya            | 3 min 38 s 14 | Q     |
| 3    | 2     | Marcin Lewandowski | Pologne          | 3 min 38 s 32 | Q     |
| 4    | 2     | Chris O'Hare       | Royaume-Uni      | 3 min 38 s 59 | Q     |
| 5    | 2     | Fouad Elkaam       | Maroc            | 3 min 38 s 64 | Q     |
| 6    | 2     | Nick Willis        | Nouvelle-Zélande | 3 min 38 s 68 | q     |
| 7    | 2     | John Gregorek      | États-Unis       | 3 min 38 s 68 | q     |
| 8    | 2     | Jordan Williamsz   | Australie        | 3 min 38 s 93 |       |
| 9    | 2     | Ronald Kwemoi      | Kenya            | 3 min 39 s 47 |       |
| 10   | 2     | Homiyu Tesfaye     | Allemagne        | 3 min 39 s 72 |       |
| 11   | 2     | Kalle Berglund     | Suède            | 3 min 40 s 05 |       |
| 12   | 1     | Elijah Manangoi    | Kenya            | 3 min 40 s 10 | Q     |
| 13   | 1     | Asbel Kiprop       | Kenya            | 3 min 40 s 14 | Q     |
| 14   | 1     | Filip Ingebrigtsen | Norvège          | 3 min 40 s 23 | Q     |
| 15   | 1     | Sadik Mikhou       | Bahreïn          | 3 min 40 s 52 | Q     |
| 16   | 1     | Adel Mechaal       | Espagne          | 3 min 40 s 60 | Q     |
| 17   | 1     | Abdalaati Iguider  | Maroc            | 3 min 40 s 76 |       |
| 18   | 1     | Luke Mathews       | Australie        | 3 min 40 s 91 |       |
| 19   | 2     | Benson Seurei      | Bahreïn          | 3 min 40 s 96 |       |
| 20   | 1     | Jake Wightman      | Royaume-Uni      | 3 min 41 s 79 |       |
| 21   | 1     | Ronald Musagala    | Ouganda          | 3 min 42 s 01 |       |
| 22   | 1     | Michał Rozmys      | Pologne          | 3 min 42 s 94 |       |
| 23   | 1     | Timo Benitz        | Allemagne        | 3 min 44 s 38 |       |
| 24   | 2     | Richard Douma      | Pays-Bas         | 3 min 47 s 74 |       |
|      | 1     | Robby Andrews      | États-Unis       | DNF           |       |

### Séries
Les 6 premiers de chaque séries (Q) et les 6 meilleurs temps (q) se qualifient pour la finale.
| Rang | Série | Athlète                     | Nationalité          | Temps         | Notes |
| ---- | ----- | --------------------------- | -------------------- | ------------- | ----- |
| 1    | 3     | Luke Mathews                | Australie            | 3 min 38 s 19 | Q     |
| 2    | 3     | Timothy Cheruiyot           | Kenya                | 3 min 38 s 41 | Q     |
| 3    | 3     | Filip Ingebrigtsen          | Norvège              | 3 min 38 s 46 | Q     |
| 4    | 3     | Jake Wightman               | Royaume-Uni          | 3 min 38 s 50 | Q     |
| 5    | 3     | Homiyu Tesfaye              | Allemagne            | 3 min 38 s 57 | Q     |
| 6    | 3     | Adel Mechaal                | Espagne              | 3 min 38 s 99 | Q     |
| 7    | 3     | Fouad Elkaam                | Maroc                | 3 min 39 s 33 | q     |
| 8    | 3     | John Gregorek               | États-Unis           | 3 min 39 s 62 | q     |
| 9    | 3     | Kalle Berglund              | Suède                | 3 min 39 s 62 | q     |
| 10   | 3     | Benson Seurei               | Bahreïn              | 3 min 39 s 77 | q     |
| 11   | 3     | Michał Rozmys               | Pologne              | 3 min 40 s 28 | q     |
| 12   | 2     | Sadik Mikhou                | Bahreïn              | 3 min 42 s 12 | Q     |
| 13   | 2     | Jakub Holuša                | Tchéquie             | 3 min 42 s 31 | Q     |
| 14   | 2     | Chris O'Hare                | Royaume-Uni          | 3 min 42 s 53 | Q     |
| 15   | 2     | Ronald Musagala             | Ouganda              | 3 min 42 s 75 | Q     |
| 16   | 2     | Nick Willis                 | Nouvelle-Zélande     | 3 min 42 s 75 | Q     |
| 17   | 2     | Robby Andrews               | États-Unis           | 3 min 43 s 03 | Q     |
| 18   | 2     | Ronald Kwemoi               | Kenya                | 3 min 43 s 10 | q     |
| 19   | 2     | Federico Bruno              | Argentine            | 3 min 43 s 16 |       |
| 20   | 2     | Ryan Gregson                | Australie            | 3 min 43 s 28 |       |
| 21   | 2     | Marc Alcalá                 | Espagne              | 3 min 43 s 28 |       |
| 22   | 3     | Ismael Debjani              | Belgique             | 3 min 43 s 71 |       |
| 23   | 3     | Harvey Dixon                | Gibraltar            | 3 min 44 s 03 | NR    |
| 24   | 1     | Elijah Manangoi             | Kenya                | 3 min 45 s 93 | Q     |
| 25   | 1     | Asbel Kiprop                | Kenya                | 3 min 45 s 96 | Q     |
| 26   | 1     | Timo Benitz                 | Allemagne            | 3 min 46 s 01 | Q     |
| 27   | 1     | Abdalaati Iguider           | Maroc                | 3 min 46 s 03 | Q     |
| 28   | 1     | Marcin Lewandowski          | Pologne              | 3 min 46 s 06 | Q     |
| 29   | 1     | Jordan Williamsz            | Australie            | 3 min 46 s 11 | Q     |
| 30   | 1     | Mahiedine Mekhissi-Benabbad | France               | 3 min 46 s 17 |       |
| 31   | 1     | Samuel Tefera               | Éthiopie             | 3 min 46 s 22 |       |
| 32   | 1     | David Torrence              | Pérou                | 3 min 46 s 39 |       |
| 33   | 1     | Ayanleh Souleiman           | Djibouti             | 3 min 46 s 64 |       |
| 34   | 1     | Josh Kerr                   | Royaume-Uni          | 3 min 47 s 30 |       |
| 35   | 1     | Abderrahmane Anou           | Algérie              | 3 min 47 s 38 |       |
| 36   | 1     | David Bustos                | Espagne              | 3 min 47 s 52 |       |
| 37   | 1     | Matthew Centrowitz          | États-Unis           | 3 min 48 s 34 |       |
| 38   | 2     | Benjamín Enzema             | Guinée équatoriale   | 3 min 48 s 39 |       |
| 39   | 3     | Erick Rodríguez             | Nicaragua            | 3 min 52 s 35 | SB    |
| 40   | 2     | Dominic Lobalu              | Athlete Refugee Team | 3 min 52 s 78 | PB    |
| 41   | 2     | Richard Douma               | Pays-Bas             | 3 min 55 s 36 | q     |
|      | 3     | Taresa Tolosa               | Éthiopie             | DNF           |       |
|      | 2     | Brahim Akachab              | Maroc                | DNS           |       |
|      | 2     | Chala Regassa               | Éthiopie             | DNS           |       |
|      | 1     | Thiago André                | Brésil               | DNS           |       |

## Légende
Records et Performances
- AR : Record continental (area record)
- CR : Record des championnats (championship record)
- MR : Record du meeting (meet record)
- NR : Record national (national record)
- OR : Record olympique (olympic record)
- PR : Record paralympique (paralympic record)
- PB : Record personnel (personal best)
- SB : Meilleure performance personnelle de la saison (season's best)
- WL : Meilleure performance mondiale de l'année (world leader)
- WJR : Record du monde junior (world junior record)
- WR : Record du monde (world record)

Circonstances et Conditions
- DNF : N'a pas terminé (did not finish)
- DNS : N'a pas pris le départ (did not start)
- DQ : Disqualification (disqualification)
- NM : Aucun essai valable enregistré (No Mark)
- Q : Qualifié « directement » au prochain tour (ou à la prochaine compétition), lors d'une compétition majeure, grâce au classement ou à la réalisation des minima (automatic qualifier)
- q : Qualifié au prochain tour (ou à la prochaine compétition), lors d'une compétition majeure, grâce au repêchage ou à la réalisation de l'une des meilleures performances parmi celles des « non qualifiés directement » (grâce au meilleur temps ou à la meilleure distance par exemple) (secondary qualifier)